# Amphipteryx agrioides
Amphipteryx agrioides é uma espécie de libelinha da família Amphipterygidae.
Pode ser encontrada nos seguintes países: Guatemala, Honduras, México e possivelmente em Colômbia.
Os seus habitats naturais são: regiões subtropicais ou tropicais húmidas de alta altitude e rios.
Está ameaçada por perda de habitat.